# Ait Boudaoud
Ait Boudaoud (franska: Ait Boudaoud (CR), Ait Boudaoud (Commune Rurale), arabiska: افرا) är en kommun i Marocko.   Den ligger i provinsen Zagora och regionen Drâa-Tafilalet, i den östra delen av landet, 400 km söder om huvudstaden Rabat. Antalet invånare är 5 293.